# Mycalesis pavonis
Mycalesis pavonis är en fjärilsart som beskrevs av Butler 1876. Mycalesis pavonis ingår i släktet Mycalesis och familjen praktfjärilar. Inga underarter finns listade i Catalogue of Life.